# Warząchewka Królewska
Warząchewka Królewska – wieś w Polsce, położona w województwie kujawsko-pomorskim, w powiecie włocławskim, w gminie Włocławek.
| SIMC    | Nazwa       | Rodzaj    |
| ------- | ----------- | --------- |
| 0872007 | Płaszczyzna | część wsi |
| 0872013 | Smolarka    | część wsi |

W latach 1975–1998 miejscowość administracyjnie należała do województwa włocławskiego. Według Narodowego Spisu Powszechnego (III 2011 r.) liczyła 230 mieszkańców. Jest jedenastą co do wielkości miejscowością gminy Włocławek.
Pochodził stąd prof. Zdzisław Cackowski –  filozof, marksista, wieloletni wykładcowca UMCS w Lublinie (w latach 1987–90 rektor).